# بیلی مک گلن
بیلی مک گلن (انگلیسی: Billy McGlen; ۲۷ آوریل ۱۹۲۱ – ۲۳ دسامبر ۱۹۹۹) بازیکن فوتبال اهل بریتانیا بود.
از باشگاه‌هایی که در آن بازی کرده‌است می‌توان به باشگاه فوتبال لینکولن سیتی، باشگاه فوتبال منچستر یونایتد، باشگاه فوتبال بلیث اسپارتانس، و باشگاه فوتبال اولدهام اتلتیک اشاره کرد.